# Mahádharmarakszita
Mahádharmarakszita (szanszkrit; páli: Mahádhammarakkhita, szó szerinti fordítása "a dharma nagy védelmezője") görög (ión) buddhista tanító volt az i. e. 2. században, az indo-görög I. Menandrosz uralkodása idején. A Mahávamsza című, páli nyelvű történelmi krónika szerint Mahádhammarakszita „Alaszandra” városból (feltételezések szerint ez egyezik a Kaukázusi Alexandira városával, a mai Kabul városától 150km-re északra, illetve utalhat még Arachosia-i Alexandriára is), 30 000 szerzetessel együtt utazott a Srí Lanka-i Anuradhapura-i nagy sztúpa felavatására, amelyet röviddel a Srí Lanka-i Dutthagamani Abhaya (i. e. 161 – 137 körül) király halála után fejeztek be.
Ebből az utalásból következtetni lehet a görögök buddhizmussal történő kölcsönhatására:
- az I. Menandrosz király által uralt városokban, Kaukázusi Alexandria vagy Arachosia-i Alexandria, legalább 30 000 szerzetes élt és virágzott a buddhista kultúra.
- a buddhista közösség vezetője egy görög (jón) buddhista szerzetes volt, akinek az egyházi neve volt Mahádharmarakszita („a dharma nagy védelmezője”),
- gondtalanul utazhattak olyan távolságokra, mint Srí Lanka, amely azt jelzi, hogy az indiai szubkontinens nyugati partszakaszán kiegyensúlyozott lehetett a politikai helyzet, főleg érdekes egy olyan korban, amikor keleten, a Szunga Birodalomban üldözték a buddhistákat.

Egy másik forrásszöveg, a Milinda-panyha szolgáltat történelmi bizonyítékot arra, hogy I. Menandrosz hatalmas terület fölött uralkodott India északi részén, illetve ő maga elérte a buddhizmusban használt arhat tudatszintet. A buddhista hagyományokban I. Menandrosz a buddhizmus jótevőjének számít, aki felér Asóka és Kaniska királyok történelmi jelentőségéhez.

## A Mahávamszában
A Mahávamsza krónikák 9. fejezetében szerepel Mahádharmarakszita, akit Asóka király uralkodásának 9. évében küld el Mogaliputta Tissza a harmadik buddhista tanácskozás után Mahárásztrába hittérítő feladattal.